# Philippe Monod-Broca
Pour les articles homonymes, voir Monod et Broca (homonymie).
Philippe Monod-Broca, né le 9 juin 1918 à Angers et mort le 2 août 2006 à Cravent, est un chirurgien français.

## Biographie
Philippe Monod-Broca est issu de deux familles protestantes. Par son père, le chirurgien Raoul-Charles Monod, il est l'arrière petit-fils de Gustave Monod, le fondateur de l'Académie nationale de chirurgie. Par sa mère il est l'arrière petit-fils de Paul Broca.
En 1942 il épouse la chirurgienne Claude Debré, fille du pédiatre Robert Debré. Ils ont ensemble cinq enfants : Jeanne-Charlotte (qui épousera le journaliste radiophonique et militant de la protection de la nature Jean Carlier (1922-2011)), Martine, Denis, Alain et Lise (qui épousera Xavier Driencourt).
Philippe Monod-Broca est chirurgien des hôpitaux de Paris de 1954 à 1986, chef de service au CHU de Bicêtre de 1965 à 1986. Il est membre à la fois de l'Académie de chirurgie et de l'Académie de médecine dont il assure la présidence en 1986.

## Travaux
- La Chirurgie du vieillard (1968)
- Les Urgences chirurgicales (1982)
- Branly, au temps des ondes et des limailles (1990)
- Paul Broca (2005).